# Faux plafond

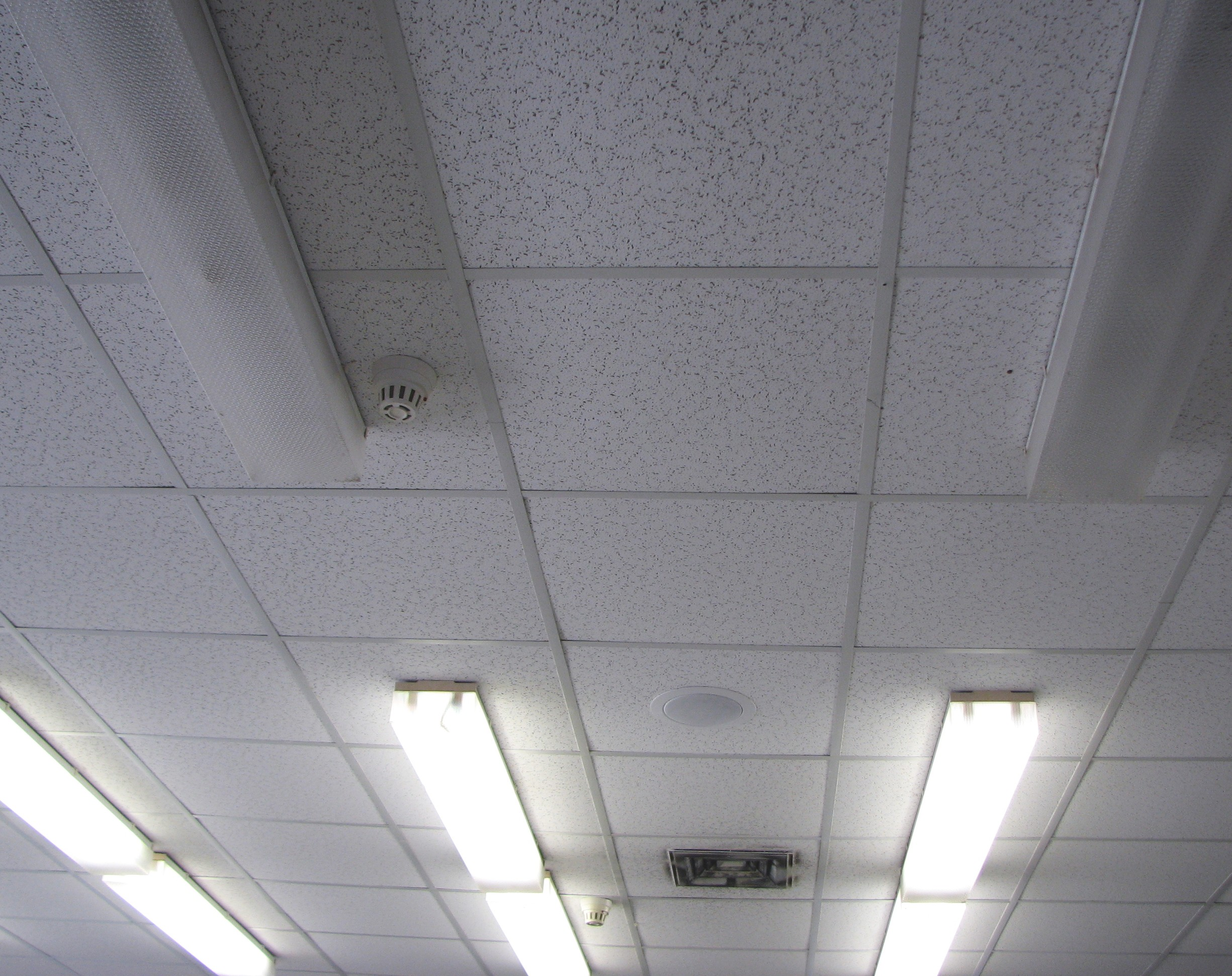
Faux plafond.

En architecture, un plafond suspendu, généralement appelé  faux plafond, est un plafond situé sous la dalle séparant deux étages. Il est généralement constitué de matériaux légers comme des plaques de plâtre, fixés sur une structure métallique. Autrefois, les plafonds suspendus se nommaient aussi « faux planchers ».
On aménage également quelquefois des faux planchers dans des salles informatiques et l’infrastructure de bureaux, etc. pour faciliter le passage des câbles (énergie, télécommunication, Internet, etc.)

## Intérêts et inconvénients
Le plafond suspendu a un rôle qui peut être esthétique : masquer les imperfections et irrégularités d'un plafond, cacher une poutraison ou des équipements.
Il peut également avoir un rôle technique, En effet, il sert à délimiter un plénum (partie située entre la sous face du plancher supérieur et le faux plafond) où circulent des éléments techniques (CVC, CFO/Cfa...). Dans ce cas, il est généralement démontable, ce qui facilite la maintenance des équipements.
Un autre intérêt du plafond suspendu est l'isolation (thermique et/ou acoustique). 
- Il permet une meilleure isolation phonique et sert à ajuster la qualité acoustique d'une pièce grâce notamment à l'utilisation de plaques perforées.
- L'isolation thermique peut également être améliorée, en limitant les déperditions de chaleur.

Ses inconvénients sont qu'il réduit la hauteur sous plancher disponible dans les pièces et augmente le coût de construction[réf. nécessaire].